# Comté de Wheeler (Texas)
Pour les articles homonymes, voir Comté de Wheeler.
Le comté de Wheeler, en anglais : Wheeler County, est un comté situé au nord de l'État du Texas aux États-Unis. Fondé le 19 novembre 1876, son siège de comté est la ville de Wheeler. Selon le recensement de 2020, sa population est de 4 990 habitants. Le comté a une superficie de 2 371 km2, dont 2 368 km2 en surfaces terrestres. Il est nommé en l'honneur de Royall Tyler Wheeler, ancien magistrat auprès de la Cour suprême du Texas.

## Organisation du comté
Le comté de Wheeler est créé le 19 novembre 1876, à partir des terres du comté de Bexar et de celles de l'ancien comté de Wegefarth. Il est définitivement organisé et autonome, le 12 avril 1879.
Le comté est baptisé en référence à Royall Tyler Wheeler (en), juge en chef à la Cour suprême du Texas (en),. Il soutenait l'annexion du Texas et, en 1861, rejoint le mouvement sécessionniste comme la meilleure alternative pour le Sud. Alors que l'espoir d'une victoire confédérée diminuait, Wheeler se suicide le 9 avril 1864, dans le comté de Washington.

## Géographie

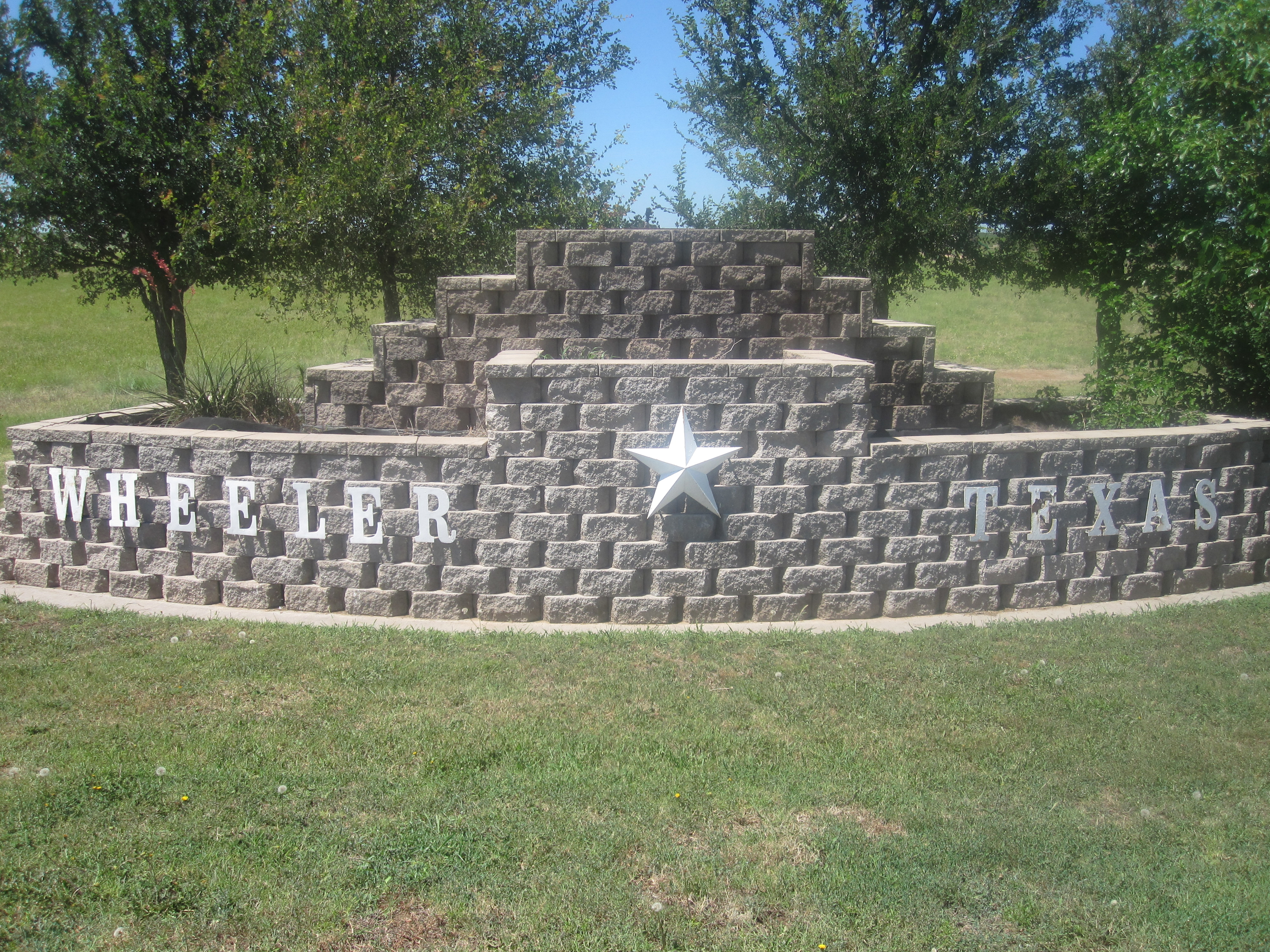
Monument d'accueil dans la ville de Wheeler.

Le comté de Wheeler est situé au nord de l’État, à l'est de la région du Texas Panhandle, à la frontière avec l'Oklahoma, aux États-Unis,.
Il a une superficie totale de 2 371 km2, composée de 2 368,6 km2 de terres et de 2,4 km2 de zones aquatiques.

## Comtés adjacents
| Comté de Roberts | Comté de Hemphill      | Comté de Roger Mills Oklahoma |
| Comté de Gray    | comté de Wheeler       | Comté de Beckham Oklahoma     |
| Comté de Donley  | Comté de Collingsworth |                               |

## Démographie
Lors du recensement de 2010, le comté comptait une population de 5 410 habitants. En 2017, la population est estimée à 5 358 habitants.

Pyramide des âges du comté de Wheeler (2000).